# Бланко, Уго
Уго Бланко Гальдос (исп. Hugo Blanco Galdós, 15 ноября 1934, Куско, Перу — 25 июня 2023, Уппсала, Швеция) — перуанский левый политический деятель троцкистского толка, руководитель крестьянского вооружённого восстания, политический заключённый и депутат.

## Биография
Родился в 1934 году в Куско, где учился и жил до 1954-го, когда отправился в Буэнос Айрес. Там он познакомился с аргентинскими троцкистами и получил первый опыт профсоюзной деятельности, пока работал на кофейной плантации и на заводе. Вернувшись в Перу, присоединился в Лиме к Революционной рабочей партии (Partido Obrero Revolucionario) и участвовал в манифестациях протеста прибытию вице-президента США Ричарда Никсона в 1958 году.
После этого Бланко возвращается в свой родной регион Куско, где занимается изучением аграрного вопроса и работает в крестьянских профсоюзах, организовав в них 2 тысячи человек, выступая за земельную реформу и содействуя занятию крестьянами (преимущественно индейцами кечуа) земель латифундистов. В апреле 1962 года избран на пост Генерального секретариата Крестьянской конфедерации Перу. Однако усиливающиеся после переворота Рикардо Переса Годоя репрессии со стороны государства вынуждают крестьян взяться за оружие и Бланко создает партизанскую бригаду имени Ремихио Уамана (исп. Brigada Remigio Huamán), убитого полицейскими крестьянина.
В 1963 году восстание было подавлено правительством Фернандо Белаунде Терри, а сам Уго Бланко арестован. Ему инкриминировали убийство полицейского в перестрелке, и в 1966 году, после трех лет заключения в карцере, его приговорили к смертной казни, а затем к 25 годам заключения в тюрьме на острове Эль-Фонтон. В застенках он написал книгу о крестьянском движении в Перу «Земля или смерть» и переписывался на языке кечуа с писателем Хосе Марией Аргедасом. Эрнесто Че Гевара в 1964 году отозвался о «товарище Бланко» как о человеке большой жертвенности, хотя и назвал его троцкистские идеи «полностью ошибочными». В 1968 году шведская секция Amnesty International признала его заключённым года. В международной кампании солидарности с ним участвовали Жан-Поль Сартр, Симона де Бовуар, Бертран Рассел и молодой Марио Варгас Льоса. Благодаря этой кампании ему удалось избежать смертной казни, а правительству пришлось неохотно приняться за земельную реформу, за которую боролись осуждённые повстанцы.
После восьми лет лишения свободы он был в декабре 1970 г. наряду с другими политзаключёнными помилован декретом руководителя революционного военного правительства Хуана Веласко Альварадо. Однако после освобождения в 1971 г. Бланко высылают из страны; это была первая из трёх его депортаций (затем он жил в эмиграции в Мексике, Аргентине, Чили и Швеции). В том же году была опубликована его книга «Земля или смерть», вскоре переведённая на английский, португальский, японский и шведский языки.
Из Аргентины, где он был заключён в тюрьму военными, его выслали в Чили, где президентом был избран кандидат «Народного единства» Сальвадор Альенде. После военного переворота 11 сентября 1973 г. Бланко, как и многие другие левые активисты, нашёл убежище в посольстве Швеции, где их приютил посол Харальд Эдельстам. Последний вывез его в Швецию, где он, будучи беженцем, подрабатывал в качестве преподавателя языка в школе в Сандо (в 1973/1974 гг.), а также работника склада сети газетных киосков «Pressbyrån».
В 1975 г., благодаря общественному давлению на пришедшего в результате переворота президента Франсиско Моралеса Бермудеса, возвратился в Перу и вновь активно включился в политическую жизнь страны. Но уже в 1976 г. из-за участия в народных протестах Уго Бланко вынужден вновь отправиться в изгнание в Швецию. Он гастролировал по Западной Европе и Канаде с лекциями о перевороте в Чили и ситуации в Перу. В 1977 году канадская организация USLA добилась получения им неиммиграционной визы в США, чтобы он смог выступить и там, перед 10-тысячной аудиторией, рассказав о роли Вашингтона в перевороте Пиночета.
Два года спустя он вернулся в Перу, где по списку Народного рабоче-крестьянско-студенческого фронта (исп., FOCEP), занявшего третье место на выборах, избирается депутатом Конституционной ассамблеи. Он использует отведённое для агитации на телевидении время для продвижения своей кампании борьбы против роста цен на товары первой необходимости и за всеобщую забастовку, объявленную Всеобщей конфедерацией трудящихся Перу. На родине он учреждает Рабочую революционную партию (Partido Revolucionario de los Trabajadores, секцию воссоединённого Четвёртого интернационала) посредством объединения своей фракции Социалистической рабочей партии с двумя другими группами.
В 1980 г. с 4 % голосов занял четвёртое (из 16 кандидатов) место на президентских выборах. Однако в 1983 г. за обвинения в убийстве в адрес генерала Клементе Ноэля, военного руководителя региона Аякучо, его депутатские полномочия были приостановлены вплоть до конца того созыва парламента.
С 1980 г. был секретарём Крестьянской конфедерации Перу, а также членом Комиссии по правам человека в Палате депутатов. В период с 1985 по 1990 год, в качестве секретаря этой конфедерации он участвовал в возвращении 1 250 000 га земель коренным общинам Пуно.
Заседал в Сенате как представитель леворадикальной Объединённой мариатегистской партии (исп.) и коалиции «Объединённые левые» (исп.) вплоть до «автопереворота» Альберто Фухимори в 1992 г.
В 2003 году был госпитализирован и находился на грани смерти, но благодаря средствам, собранным в рамках международной кампании солидарности французской РКЛ и другими организациями, его жизнь была спасена.
В 2008 году был арестован за публикацию статьи «Насилие и сопротивление властям», что вызвало протесты и акции солидарности с ним. Ныне участвует в борьбе против приватизации водных ресурсов, поддерживает идеи экосоциализма и неосапатизма (в 1994 году, живя временно в Мексике, он воочию наблюдал за восстанием САНО).
У него две дочери и четыре сына. Его внучка Сиссела Нордлинг Бланко является спикером шведской партии «Женская инициатива».